# Daman (Indie)
Daman (též Damán) je hlavní město indického svazového teritoria Dádra a Nagar Havélí a Daman a Díu. Je rovněž správním sídlem stejnojmenného distriktu. Po víc než 400 let bylo město součástí Portugalské koloniální říše. Žije zde asi 192 000 obyvatel.
Město leží na pobřeží Arabského moře mezi městy Bombaj a Súrat. Řeka Damanganga ho rozděluje na dvě části – Nani-Daman neboli Malý Daman a Moti-Daman čili Velký Daman. Je to ale Nani-Daman, který je, navzdory svému jménu, větší z obou částí. Moti-Daman tvoří převážně starší část města. Nachází se zde většina důležitých zařízení, jako jsou velké nemocnice, školy či obchodní centra. Nejbližším městem je Vápí ve svazovém státu Gudžarát.

## Historie
Portugalský kapitán-major Diogo de Melo přistál u damanských břehů náhodou v roce 1523. Tehdy ho při plavbě k Hormuzskému průlivu přepadla prudká bouře, která zahnala jeho loď právě k damanským břehům. Krátce poté zabrali Portugalci zdejší území a na víc než 400 let z něj učinili svoji kolonii. V obou částech Damanu vybudovali Portugalci opevnění. Pevnost ve Velkém Damanu dokončená v 16. století byla mohutnější. Měla chránit město proti vojskům Mughalské říše, která zdejší oblast ovládala před příchodem Portugalců. Pevnost v Malém Damanu (Nani Daman) neboli Fortaleza São Jerônimo byla vybudována v letech 1615–1627. Části obou opevnění se dodnes dochovaly v původní podobě. Většina vládních úřadů se dnes nachází uvnitř areálu pevnosti Moti Daman.
V roce 1961 se Daman stal v rámci Invaze do Goy součástí Indické republiky. Stalo se tak po útoku indické armády ve dnech 18. a 19. prosince. Bitva, v níž měli Indové početní převahu 10:1, skončila bezpodmínečnou kapitulací portugalské posádky, jíž velel guvernér Antonio Bose da Costa Pinto, který byl v boji sám zraněn. Indové v bitvě ztratili 4 mrtvé a měli 14 zraněných. Portugalské ztráty pak činily 10 mrtvých a 2 raněné.

## Galerie

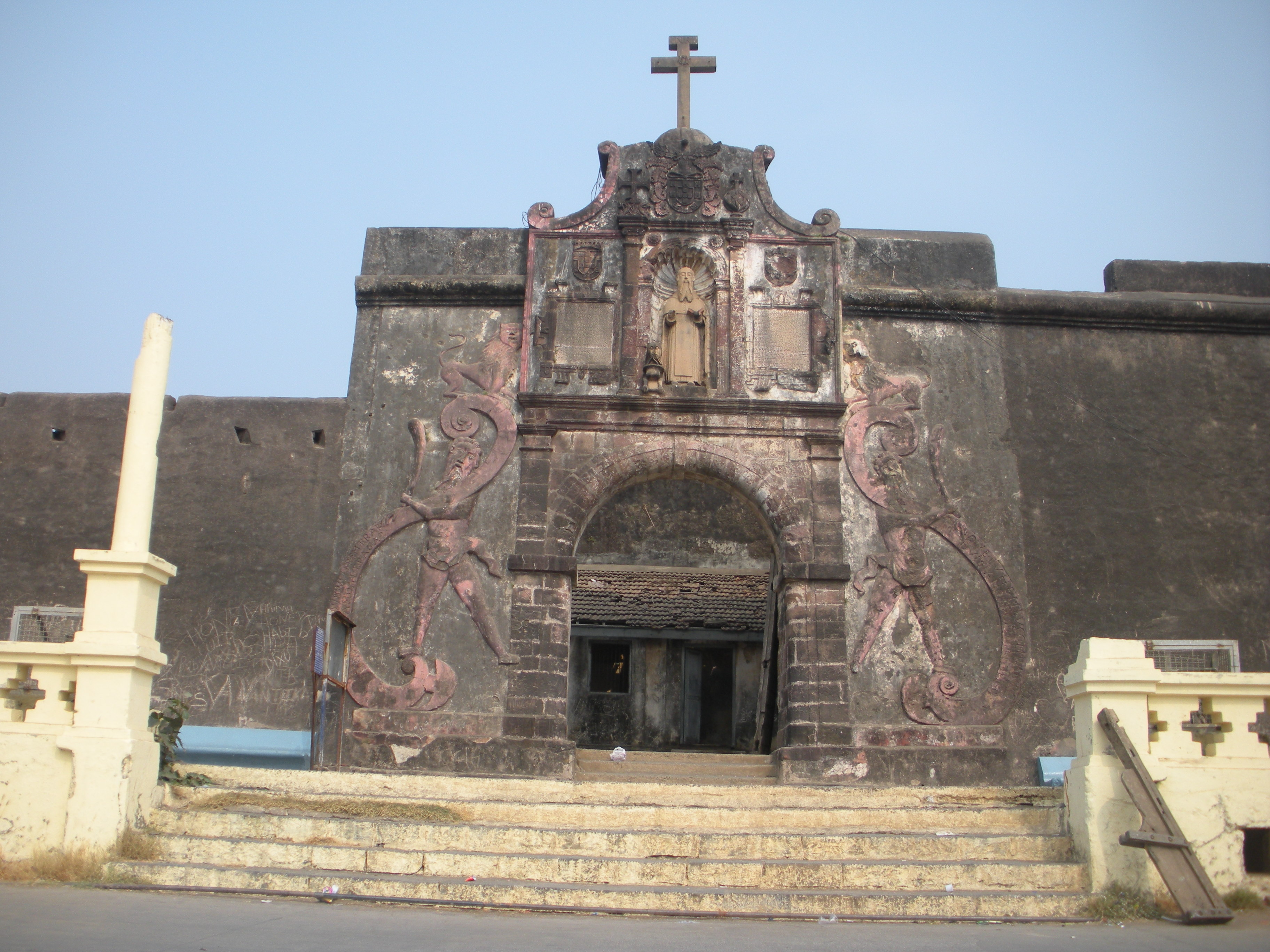
Vstup do pevnosti Nani Daman neboli São Jerônimo
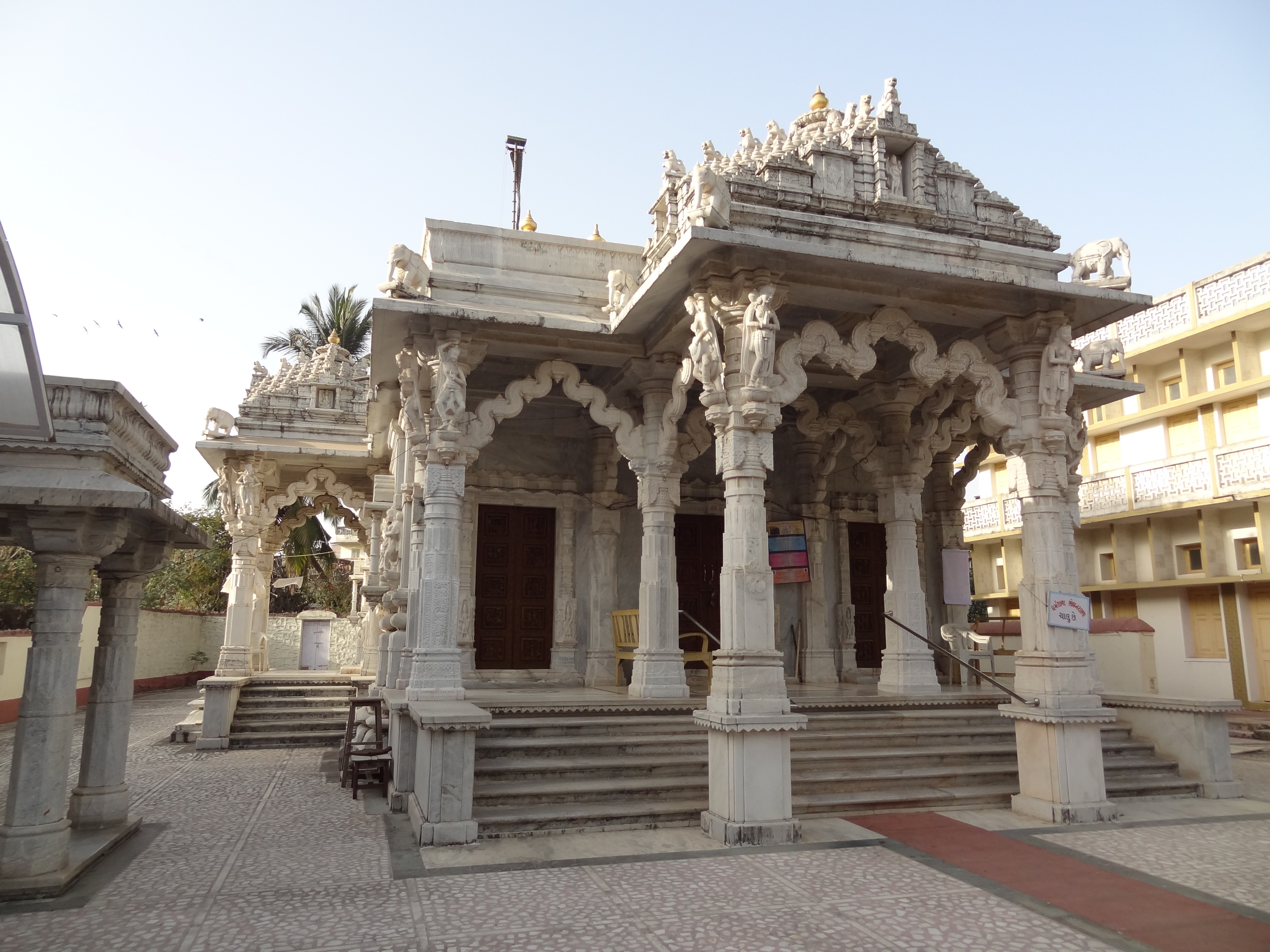
Chrám Džain, Daman
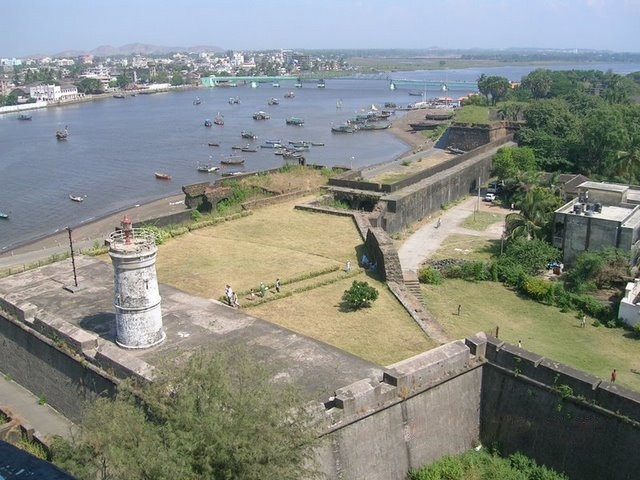
Pohled na přístav z pevnosti Moti Daman
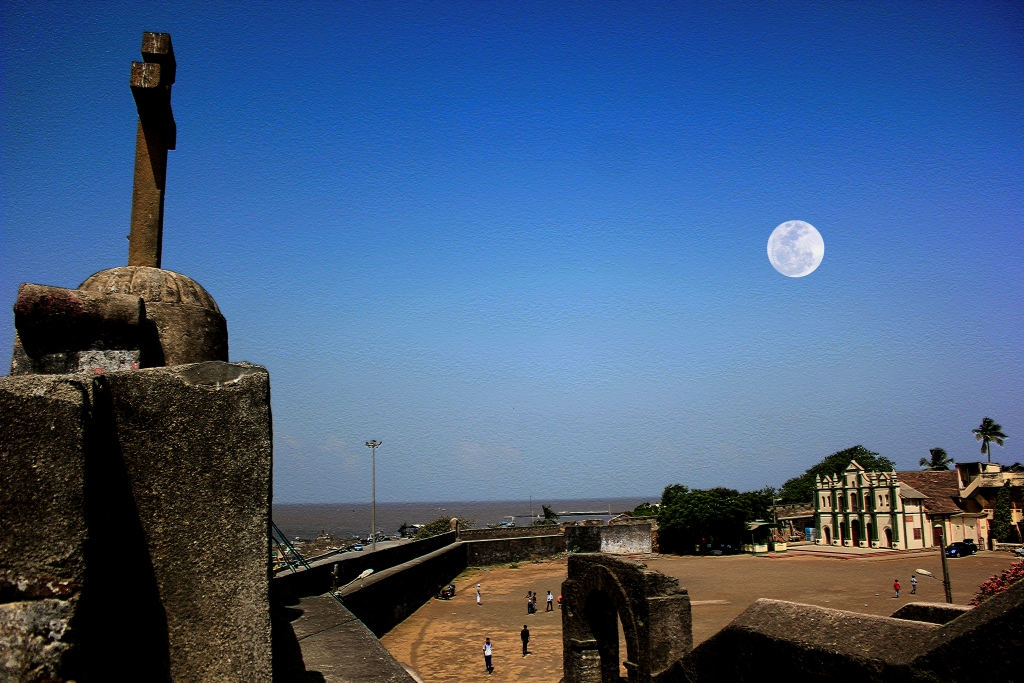
Kostel v pevnosti São Jerônimo
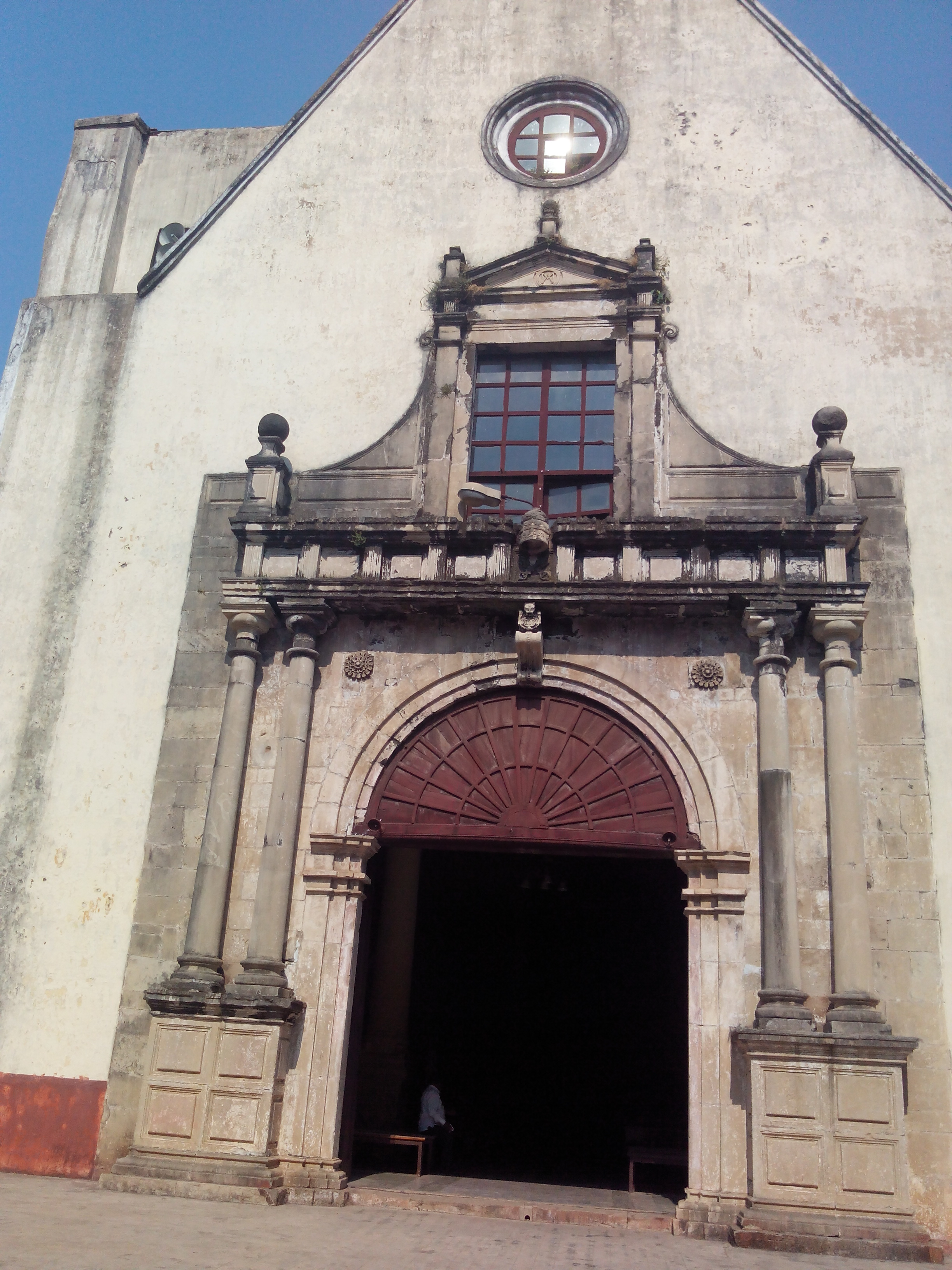
Kostel Bom Jesus, Daman
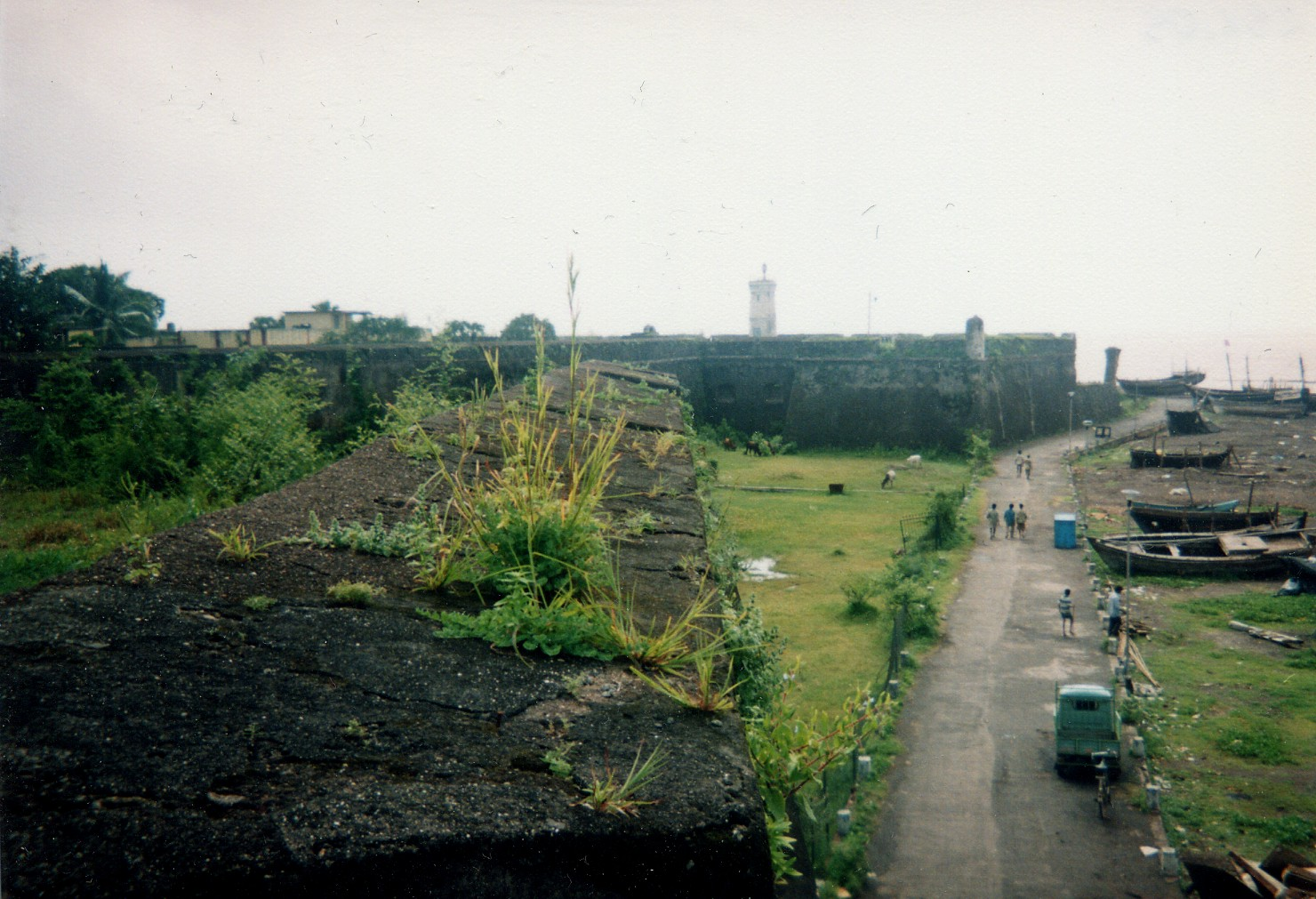
Pevnost Moti Daman